# KPart
In de KDE desktopomgeving is KParts een framework voor componenten. Een individuele component, een KPart, kan gemakkelijk geïntegreerd worden in een toepassing. Een toepassing die een KPart wil huisvesten dient over een eigen hoofdvenster te beschikken.
Deze concepten waar een KPart uit bestaat zijn:
- Een centrale widget, wat in feite de hoofdfunctionaliteit van het KPart biedt;
- Specificatie van de benodigde menustructuur;
- Specificatie van de benodigde werkbalken;
- Een interface om de statusbalk van het 'gastvenster' te gebruiken.

Menu's en werkbalken worden automatisch samengevoegd wanneer de toepassing en de KPart overeenkomstige handelingen bevatten.
KParts zijn analoog aan Bonobo-componenten in de GNOME-omgeving.

## Toepassingen

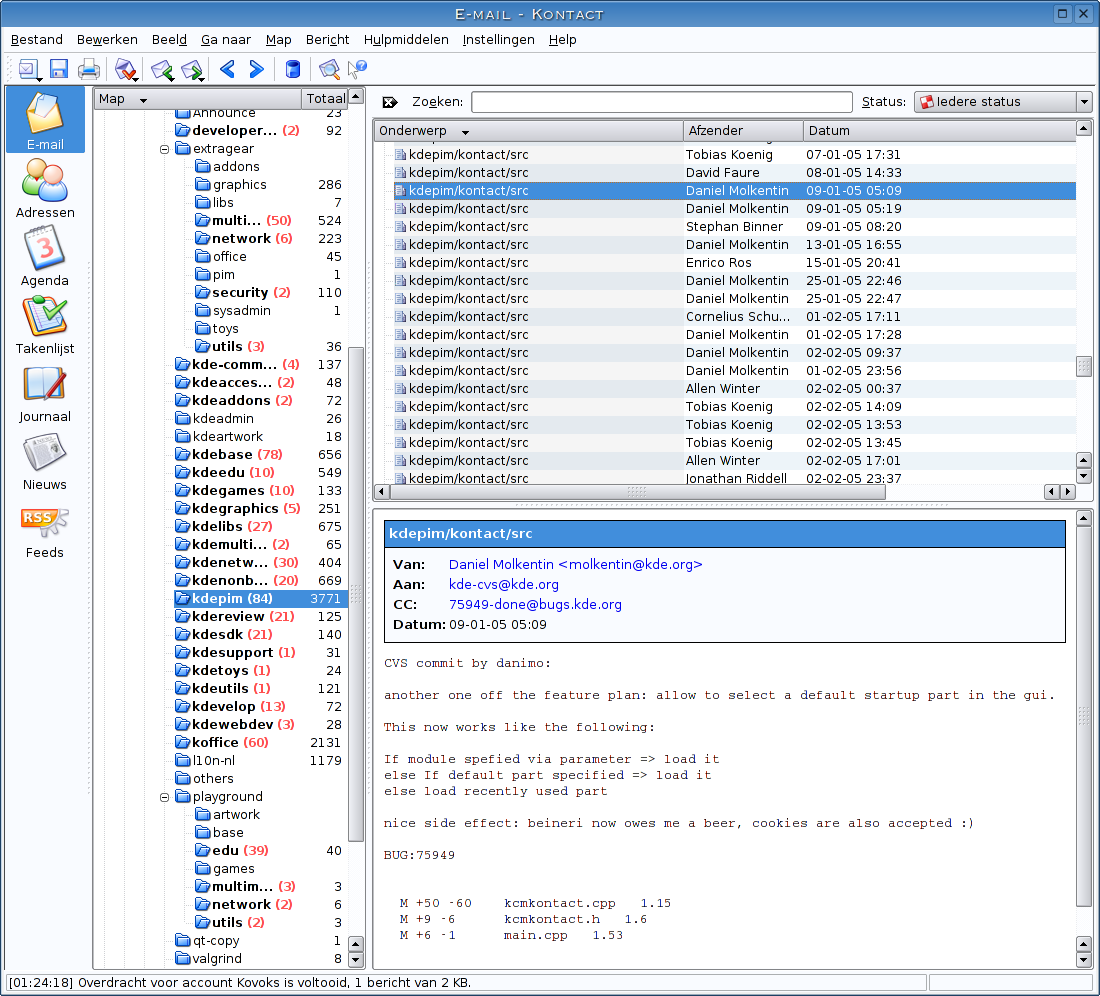
Kontact maakt veelvuldig gebruik van KParts. Ieder component in de linker zijbalk biedt zijn eigen KPart.

Konqueror zou niets zijn zonder KParts. Het maakt uitvoerig gebruik van KParts die worden aangeleverd door allerlei programma's. Zelfs wanneer men met Konqueror naar een webpagina kijkt, kijkt men in feite naar een KPart.
Ook Kontact maakt dankbaar gebruik van KParts. In feite bestonden de e-mail- en agendamodule al veel langer toen Kontact pas voor het eerst werd uitgebracht, maar Kontact brengt die nu alle samen onder één dak.